# Liste der Botschafter der Vereinigten Staaten in Kasachstan

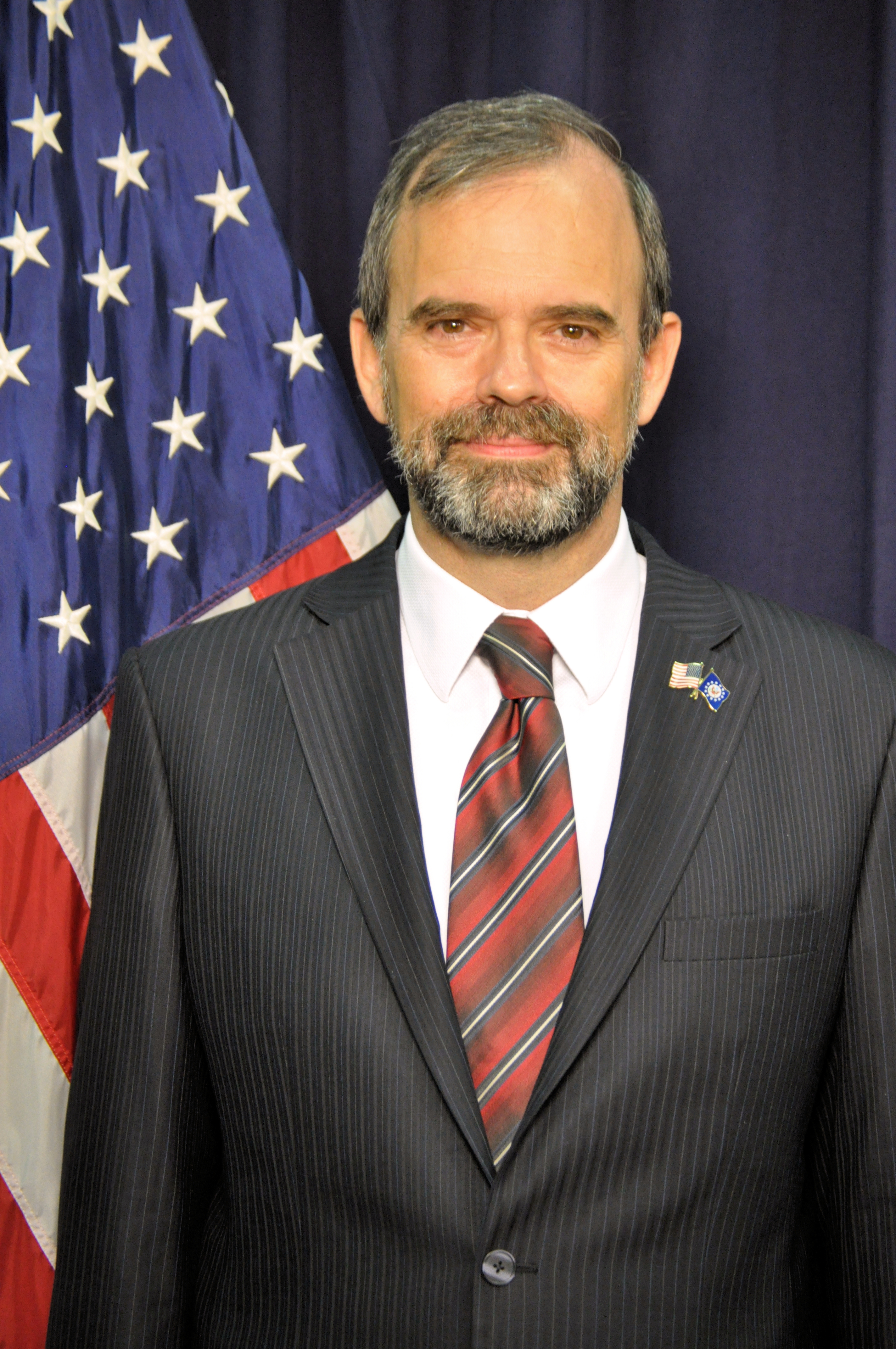
Kenneth J. Fairfax, derzeitiger US-Botschafter in Kasachstan

Die Liste der Botschafter der Vereinigten Staaten in Kasachstan bietet einen Überblick über die Leiter der US-amerikanischen diplomatischen Vertretung in Kasachstan seit 1992. Als letzte ehemalige sowjetische Unionsrepublik hatte sich Kasachstan am 16. Dezember 1991 für unabhängig erklärt; zehn Tage später wurde der neue Staat von den Vereinigten Staaten anerkannt. Am 3. Februar 1992 eröffneten die USA ihre Botschaft in der damaligen Hauptstadt Alma-Ata. William Harrison Courtney fungierte als Interims-Geschäftsträger und wurde am 11. August desselben Jahres in den Status eines Botschafters erhoben. Seit 1997 hat die Botschaft ihren Sitz in der neuen kasachischen Hauptstadt Astana.
| Amtszeit  | Name                      | ernannt von    |
| --------- | ------------------------- | -------------- |
| 1992–1995 | William Harrison Courtney | George Bush    |
| 1995–1998 | A. Elizabeth Jones        | Bill Clinton   |
| 1998–2001 | Richard Jones             | Bill Clinton   |
| 2001–2004 | Larry C. Napper           | George W. Bush |
| 2004–2008 | John Ordway               | George W. Bush |
| 2008–2011 | Richard E. Hoagland       | George W. Bush |
| 2011      | John Ordway               | Barack Obama   |
| 2011–2013 | Kenneth J. Fairfax        | Barack Obama   |
| 2013–2014 | John M. Ordway            | Barack Obama   |
| 2014–2018 | George A. Krol            | Barack Obama   |
| 2018–2021 | William H. Moser          | Donald Trump   |
| 2021–2021 | Judy Kuo                  | Joe Biden      |